# Lothar Bäumler
Lothar Bäumler (* 1. August 1939 in Pressath) ist ein oberpfälzischer Unternehmer, der von 1998 bis 2000 im Bayerischen Senat saß.

## Leben
Nach dem Abitur 1959 in Weiden begann er an der Universität Erlangen ein Studium, das er 1967 mit der Promotion und 1969 mit dem Steuerberaterexamen abschloss. Im Anschluss war er im Vorstand der Ersten Bayerischen Basaltstein AG und stand etlichen Unternehmen vor, die sich im Steingewerbe verdingten.
Mit der Zeit übernahm Bäumler auch etliche offizielle Aufgaben. Er war ab 1994 Vizepräsident der IHK Regensburg und Handelsrichter am Landgericht Weiden in der Oberpfalz.
Heute ist er noch Ehrenvorsitzender des Bayerischen Industrieverbandes Steine und Erden.
1988 erhielt er das Bundesverdienstkreuz 1. Klasse.